# Men.com
Men.com és una productora de pornografia gai i bisexual. Publica els seus continguts en internet i pertany a la companyia MindGeek, propietària del monopoli de la pornografia per internet. Molts actors han passat per la productora, entre els quals destaquen Bobby Clark, Landon Conrad, Rocco Reed, Paddy O'Brian, Johnny Rapid, Diego Sans i Roman Todd, entre otros.
L'emprenedor Rick Schwartz va adquirir el domini al desembre de 2003 per 1,3 milions de dòlars.

## Història
Des d'octubre de 2015, amb la sèrie "Stealth Fuckers", Men.com va començar a introduir personatges femenins en rols no sexuals, creant controvèrsia sobre si les actrius o dones en general pertanyen a la pornografia gai. Al gener de 2018, Men.com va estrenar una controvertida escena que incloïa sexe heterosexual, creant així una categoria de "porno bisexual".
A l'agost de 2018, Men.com va estrenar la seva primera escena amb sexe bisexual MMF (Male, Male, Female), titulada "The Challenge", creant més controvèrsia sobre si aquest tipus de pornografia pertanyia en un lloc gai. El lloc va defensar la seva escena amb el següent comunicat
| «         | "Després de preguntar als nostres usuaris què els agradaria veure, un nombre sorprenentment gran de persones va demanar una escena completament bisexua | » |
| — Men.com | |   |

Arad Winwin, l'estrella de l'escena i qui s'identifica com un home gai, es va enfrontar a crítiques dels fans per actuar en l'escena, alguns fins it tot acusant-lo de ser heterosexual, o haver-se "convertit" en heterosexual o bisexual. Winwin va comentar al web Str8UpGayPorn que:
| «             | "Soc un home gai...això va ser només un treball i res més. Res personal. Estava treballant i va ser com qualsevol altra escena que he fet" | » |
| — Arad Winwin | |   |

Al febrer de 2019, Men.com va estrenar "He's Always Hard for Me", la primera del lloc presentant a un home transgènere, l'actor Luke Hudson, i Dante Colle. A l'abril es va estrenar una segona escena amb un home transgènere. Alguns fans s'han queixat de la presència d'aquests actors al lloc. Zachary Sires, periodista líder en l'escena pornogràfica gai, va defensar la decisió del lloc com un "moviment intel·ligent" que "podria estendre l'abast i audiència de Men.com, que al seu torn podria generar major tolerància d'homes transgènere entre la comunitat".
A partir de març de 2019, Men.com no presentarà més contingut bisexual. Després que l'escena de Arad Winwin "deixés a molts fans enutjats i en complet xoc", la companyia MindGeek va decidir crear un estudi independent enfocat en pornografia bisexual, anomenat "Whynotbi.com".

## Pel·lícules principals
- 2012: Drill My Hole, amb Rafael Alencar
- 2012: The Gay Office, amb Dean Monroe i Topher DiMaggio
- 2013: Prison Shower, amb Rafael Alencar i Johnny Rapid
- 2014: Gay of Thrones, amb Colby Keller i Damien Crosse[14][15]
- 2015: Men of Anarchy, amb Johnny Hazzard i Paddy O'Brian
- 2016: Batman vs Superman, amb Trenton Ducati, Topher DiMaggio i Paddy O'Brian[16][17]
- 2016: X-Men[18]
- 2016: Star Wars[19]
- 2017: Tarzan, amb Diego Sans
- 2017: Star Trek
- 2017: Pirates, amb Diego Sans, Johnny Rapid i Paddy O'Brian
- 2017: Justice League amb Colby Keller, François Sagat i Manila Luzon[20][21][22]

## Premis
| !Any | Premi                  | Categoria                                        | Resultat  | Ref.   |
| ---- | ---------------------- | ------------------------------------------------ | --------- | ------ |
| 2012 | Cybersocket Web Awards | Millor nou lloc d'Internet                       | Guanyador | [ 23 ] |
| 2015 | Grabbys                | Millor contingut original a Internet             | Guanyador | [ 23 ] |
| 2017 | Cybersocket            | Millor paròdia pornogràfica (Batman vs Superman) | Guanyador | [ 23 ] |
| 2017 | Grabbys                | Millor videografia (Tarzán)                      | Guanyador | [ 23 ] |
| 2017 | Grabbys                | Millor direcció artística (Star Wars)            | Guanyador | [ 23 ] |

## En la cultura popular
Al gener de 2015, enmig de diversos escàndols pel mal comportament i rebel·lia criminal de l'artista Justin Bieber, el lloc va publicar un vídeo a través del seu canal oficial de YouTube, on apareix el seu actor més famós, Johnny Rapid, oferint dos milions de dòlars estatunidencs per gravar una escena amb ell.
Al juliol de 2017, una línia de diàleg de l'escena "Private Lessons, Part 3" (després canviada de nom com "Right in Front of My Salad"), protagonitzada per Jaxton Wheeler i Jake Porter, es va convertir ràpidament en un meme d'internet.